# Carlo Moscovini
Carlo Moscovini (* 24. Dezember 1919 in Turin; † 9. Mai 1986 ebenda) war ein italienischer Drehbuchautor und Filmregisseur.
Moscovini war über zwanzig Jahre lang in einer Arbeitspartnerschaft mit Marino Girolami verbunden, für den er als Regieassistent, Drehbuchautor und Produktionsleiter tätig war. Daneben war er als Assistent u. a. auch für Alberto Lattuada und Sergio Grieco tätig und schrieb für Domenico Paolella und Riccardo Freda. 1954 inszenierte er ebenso wie zehn Jahre später eine Filmkomödie; beide Werke blieben von untergeordneter Bedeutung. Nach 1970 zog er sich aus der Branche zurück.

## Filmografie (Auswahl)
Regisseur
- 1954: Se vincesso cento milioni
- 1964: Cleopazza